# Église de l'Ordre du Rosaire (Porto)
L'église de l'Ordre du Rosaire est une église baroque de Porto, située Rua de Cimo de Vila, dans le centre historique de Porto, au Portugal.

## Histoire et description
Sa construction a commencé en 1759, l'architecte italien Niccolo Nasoni étant responsable du projet. D'architecture baroque et rococo, l'église est divisée en une seule nef et un chœur rectangulaire. La façade est composée dans l'axe de quatre éléments abondamment travaillés, constitués d'un portail, cartouche, oculus et fenêtres latérales, suggérant une garde. Les éléments décoratifs prédominants sont les feuilles d'acanthe, les coquilles, les demi-sphères, les volutes, les médaillons.
La façade, en granit sculpté, présente des éléments rococo et l'intérieur est décoré de stucs et de sculptures. Le retable du chœur date de 1776 et a été conçu par José Teixeira Guimarães.
Adjacent à cette église, l'hôpital da Nossa Senhora do Terço e Caridade fonctionne depuis 1781.